# Islam en Guatemala

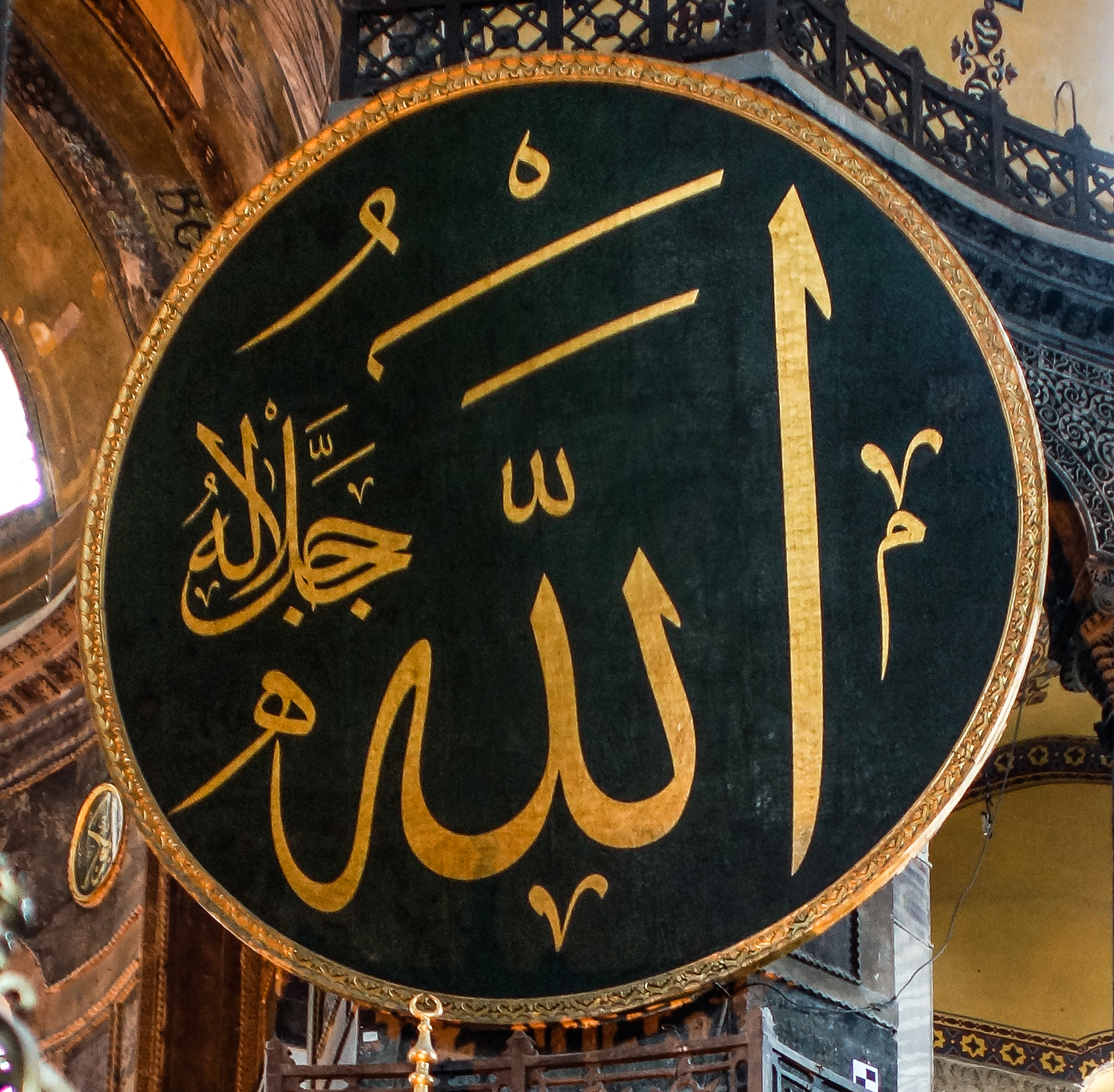

La población musulmana de Guatemala es de aproximadamente 1.800 (7% de la población total), de los cuales el 95% son inmigrantes palestinos. En su totalidad la comunidad  de musulmanes en Guatemala son Sunnies ( siguen la sunnah del profeta Muhammad, que la paz y bendiciones de Allah sean con él) actualmente existen dos Mezquitas Sunnies una ubicada en la avenida Reforma en la zona 9 de la Ciudad de Guatemala, llamada Mezquita Islámica Da'wah de Guatemala (en español: Mezquita de Aldawaa Islámica) que está disponible para las cinco oraciones diarias y ofrece clases de estudios islámicos y la otra Mezquita Al Fath ubicada en zona 2, también existe un Centro Islámico de la República de Guatemala, ubicado en la zona 6.
El primer musulmán que llegó a las tierras guatemaltecas fue en el año 1,940. Realizando la primera oración en la embajada de Egipto. En el año 1,979 ya había una cantidad de musulmanes del Oriente medio en Guatemala, ellos se encargaron en alquilar un lugar para una musala para poder realizar sus oraciones en grupos, desde ahì empezó a crecer el Islam en Guatemala.
La primera musala fue en el centro histórico de Guatemala en una avenida popular  6.ª avenida, en este tiempo los salat del Juma'a asistian aproximadamente de 10 a 15 musulmanes, en esos tiempos se empezaba a realizar dawa a los guatemaltecos. En 1,994 la comunidad musulmana obtuvo el presupuesto para construir la mezquita ahora llamada Mezquita De Aldawa, que se inauguró en el año 1,996.
La embajada de Egipto mando un sheij por 3 años para seguir difundiendo el Islam en Guatemala, al terminar su estadía se trajo un sheij argelino para difundir más el dawa.